# Bandeira do Connecticut

Bandeira de Connecticut

A bandeira de Connecticut consiste em um escudo branco com três videiras (cada uma com três cachos de uvas roxas) em um fundo azure azul. A faixa abaixo do escudo traz "Qui Transtulit Sustinet", ("Ele que transplanta sustenta"), o lema do estado. A Assembléia Geral de Connecticut aprovou a bandeira em 1897.
O desenho vem do selo da Colônia Saybrook quando foi estabelecida em 1639. Este selo representavam 15 videiras e uma mão na superior-esquerda do canto com um pergaminho onde se lia "Sustinet qui transtulit". Quando a Colônia de Connecticut comprou Saybrook, em 1644, o selo foi transferido para eles. Em 25 de outubro de 1711, o governador e a legislatura mudaram o selo. Eles reduziram o número de videiras para três, provavelmente para representar as três colônias originais do New Haven, Saybrook e Connecticut (Hartford) e rearranjaram as palavras e a posição do lema.